# ペドロ・バエズ
- ペドロ・バエス
- ペドロ・バイエズ
- ペドロ・バイエス

ペドロ・アルベリーズ・バエズ・デラクルーズ（Pedro Alberys Báez De La Cruz，1988年3月11日 - ）は、ドミニカ共和国ペラビア州バニ出身のプロ野球選手（投手）。右投右打。MLBのロサンゼルス・ドジャース傘下所属。愛称はスペイン語でラバを意味するラ・ムーラ（La Mula）。

## 経歴

### プロ入りとドジャース時代
2007年1月22日にアマチュア・フリーエージェントでロサンゼルス・ドジャースと三塁手として契約。契約後、傘下のルーキー級ガルフ・コーストリーグ・ドジャースでプロデビュー。53試合に出場して打率.274、3本塁打、39打点、3盗塁を記録した。
2008年はまずA級グレートレイクス・ルーンズでプレーし、59試合に出場して打率.178、1本塁打、16打点、3盗塁を記録した。6月にパイオニアリーグのルーキー級オグデン・ラプターズへ降格した。61試合に出場して打率.267、12本塁打、50打点、2盗塁を記録した。
2009年はA+級インランド・エンパイア・シックスティシクサーズでプレーし、79試合に出場して打率.286、10本塁打、61打点、5盗塁を記録した。同年のオールスター・フューチャーズゲームに選出された。
2010年はまずA+級インランド・エンパイアでプレーし、75試合に出場して打率.259、6本塁打、42打点、4盗塁を記録した。8月にAA級チャタヌーガ・ルックアウツへ昇格し、7試合に出場した。2年連続でオールスター・フューチャーズゲームに選出された。夏期にはルーキー級アリゾナリーグ・ドジャースでプレーした。
2011年AA級チャタヌーガでプレーし、32試合に出場して打率.385、2本塁打、15打点、1盗塁を記録した。
2012年はAA級チャタヌーガでプレーし、78試合に出場して打率.216、4本塁打、36打点、5盗塁を記録した。7月にA+級ランチョクカモンガ・クエークスへ降格した。50試合に出場して打率.228、7本塁打、23打点、2盗塁を記録した。同年のサザンリーグのオールスターゲームに選出された。オフに三塁手から投手へ転向した。
2013年はA+級ランチョクカモンガで開幕を迎えた。32試合に登板して2勝2敗2セーブ、防御率3.63、32奪三振を記録した。7月にAA級チャタヌーガへ昇格した。16試合に登板して1勝1敗、防御率4.24、23奪三振を記録した。オフにはアリゾナ・フォールリーグのグレンデール・デザートドッグスでプレーした。オフの11月20日に40人枠入りを果たした。
2014年3月5日にAA級チャタヌーガへ異動し、そのまま開幕を迎えた。AA級チャタヌーガでは11試合に登板し、1勝0敗5セーブ、防御率2.84と好投。5月5日にメジャーへ初昇格し、同日のワシントン・ナショナルズ戦でメジャーデビュー。2点ビハインドの8回裏から登板し、1回を投げ2安打2失点と結果を残せず、5月7日にAA級チャタヌーガへ降格した。この年メジャーでは20試合に登板して防御率2.63、18奪三振を記録した。
2015年はリリーフ陣の一角として52試合に登板し、4勝2敗、防御率3.35、WHIP1.14、奪三振率10.6という好成績を残した。ただ、課題としては走者を背負った場面でのピッチングが浮上し、4被本塁打は全てランナーありで被弾した。
2016年は出番が増えてチームでの存在感が高まり、それに伴って成績も向上した。11被本塁打と、被弾率は相変わらず高かったものの、73試合で3勝2敗、防御率3.04、WHIP1.00、奪三振率10.1という見事な成績だった。
2017年は66試合に登板して3勝2敗、防御率2.95、64奪三振を記録した。
2018年は55試合に登板して4勝3敗、防御率2.88、62奪三振を記録した。
2019年は71試合に登板して7勝2敗1セーブ、防御率3.10、69奪三振を記録した。
2020年は18試合に登板して2セーブ、防御率3.18、13奪三振を記録した。オフの10月28日にFAとなった。

### アストロズ時代
2021年1月13日にヒューストン・アストロズと2年総額1000万ドルの契約を結んだ。オプションとして2023年は球団側が選択権を所持し、バイアウトの際は200万ドルが支払われる。この年は新型コロナウイルス感染や右肩の故障に苦しみ、わずか4試合の登板に留まった。
2022年4月26日にDFAとなり、28日に自由契約となった。

### ドジャース傘下時代
2022年5月20日に古巣のドジャースとマイナー契約を結んだ。

## 詳細情報

### 年度別投手成績
| 年 度    | 球 団    | 登 板 | 先 発 | 完 投 | 完 封 | 無 四 球 | 勝 利 | 敗 戦 | セ 丨 ブ | ホ 丨 ル ド | 勝 率 | 打 者 | 投 球 回 | 被 安 打 | 被 本 塁 打 | 与 四 球 | 敬 遠 | 与 死 球 | 奪 三 振 | 暴 投 | ボ 丨 ク | 失 点 | 自 責 点 | 防 御 率 | W H I P |
| -------- | -------- | ----- | ----- | ----- | ----- | -------- | ----- | ----- | -------- | ----------- | ----- | ----- | -------- | -------- | ----------- | -------- | ----- | -------- | -------- | ----- | -------- | ----- | -------- | -------- | ------- |
| 2014     | LAD      | 20    | 0     | 0     | 0     | 0        | 0     | 0     | 0        | 5           | ----  | 135   | 24.0     | 16       | 3           | 5        | 1     | 0        | 18       | 0     | 0        | 7     | 7        | 2.63     | 0.88    |
| 2015     | LAD      | 52    | 0     | 0     | 0     | 0        | 4     | 2     | 0        | 11          | .667  | 208   | 51.0     | 47       | 4           | 11       | 1     | 1        | 60       | 1     | 1        | 22    | 19       | 3.35     | 1.14    |
| 2016     | LAD      | 73    | 0     | 0     | 0     | 0        | 3     | 2     | 0        | 23          | .600  | 295   | 74.0     | 52       | 11          | 22       | 0     | 2        | 83       | 3     | 2        | 27    | 25       | 3.04     | 1.00    |
| 2017     | LAD      | 66    | 0     | 0     | 0     | 0        | 3     | 6     | 0        | 23          | .333  | 280   | 64.0     | 56       | 9           | 29       | 2     | 2        | 64       | 1     | 1        | 24    | 21       | 2.95     | 1.33    |
| 2018     | LAD      | 55    | 0     | 0     | 0     | 0        | 4     | 3     | 0        | 7           | .571  | 237   | 56.1     | 46       | 4           | 23       | 2     | 1        | 62       | 0     | 1        | 19    | 18       | 2.88     | 1.22    |
| 2019     | LAD      | 71    | 0     | 0     | 0     | 0        | 7     | 2     | 1        | 25          | .778  | 276   | 69.2     | 43       | 6           | 23       | 1     | 4        | 69       | 0     | 0        | 30    | 24       | 3.10     | 0.95    |
| 2020     | LAD      | 18    | 0     | 0     | 0     | 0        | 0     | 0     | 2        | 6           | ----  | 70    | 17.0     | 10       | 2           | 7        | 0     | 0        | 13       | 0     | 0        | 8     | 6        | 3.18     | 1.00    |
| 2021     | HOU      | 4     | 0     | 0     | 0     | 0        | 0     | 0     | 0        | 0           |       | 15    | 4.1      | 2        | 1           | 1        | 0     | 0        | 5        | 1     | 0        | 1     | 1        | 2.08     | 0.69    |
| 2022     | HOU      | 3     | 0     | 0     | 0     | 0        | 0     | 0     | 0        | 0           |       | 16    | 2.1      | 5        | 0           | 3        | 0     | 0        | 2        | 0     | 1        | 6     | 3        | 11.57    | 3.43    |
| MLB：9年 | MLB：9年 | 362   | 0     | 0     | 0     | 0        | 21    | 15    | 3        | 100         | .583  | 1489  | 362.2    | 277      | 40          | 124      | 7     | 10       | 376      | 6     | 6        | 144   | 124      | 3.08     | 1.11    |

- 2022年度シーズン終了時

### 年度別守備成績
| 年 度 | 球 団 | 投手（P） | 投手（P） | 投手（P） | 投手（P） | 投手（P） | 投手（P） |
| 年 度 | 球 団 | 試 合     | 刺 殺     | 補 殺     | 失 策     | 併 殺     | 守 備 率  |
| ----- | ----- | --------- | --------- | --------- | --------- | --------- | --------- |
| 2014  | LAD   | 20        | 1         | 1         | 0         | 0         | 1.000     |
| 2015  | LAD   | 52        | 1         | 4         | 1         | 1         | .833      |
| 2016  | LAD   | 73        | 0         | 9         | 3         | 2         | .750      |
| 2017  | LAD   | 66        | 2         | 4         | 0         | 0         | 1.000     |
| 2018  | LAD   | 55        | 0         | 2         | 0         | 0         | 1.000     |
| 2019  | LAD   | 71        | 2         | 6         | 1         | 0         | .889      |
| 2020  | LAD   | 18        | 0         | 0         | 0         | 0         | ----      |
| 2021  | HOU   | 4         | 0         | 0         | 0         | 0         |           |
| 2022  | HOU   | 3         | 0         | 0         | 0         | 0         |           |
| MLB   | MLB   | 362       | 6         | 26        | 5         | 3         | .865      |

- 2022年度シーズン終了時

### 記録
MiLB
- オールスター・フューチャーズゲーム選出：2回（2009年、2010年）

### 背番号
- 52（2014年 - 2022年）